# 千年のバラ

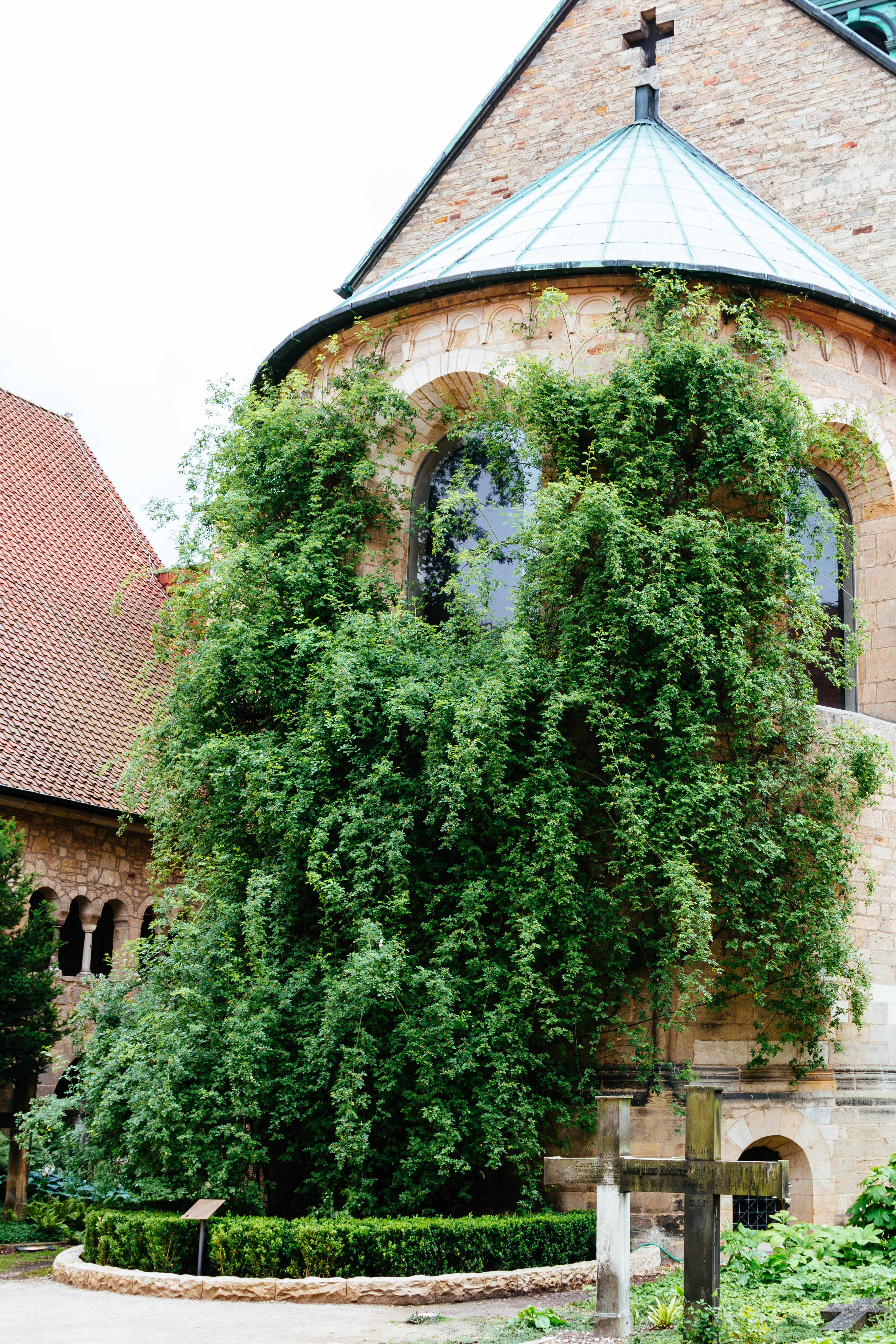
ヒルデスハイムの聖マリア大聖堂の壁に茂る千年のバラ

千年のバラ（ドイツ語: Tausendjähriger Rosenstock）またはヒルデスハイムのバラは、ドイツ・ヒルデスハイムの聖マリア大聖堂の後陣の中庭側の壁に茂る樹齢約1000年のイヌバラ(Rosa canina)の木である。聖マリア大聖堂と隣接する聖ミカエル聖堂は、1985年に世界遺産に登録されている。
このバラは、世界で最も樹齢の長いバラと考えられている。伝説によれば、815年頃のヒルデスハイム司教区の設立にまでさかのぼる。建物はバラが成長している範囲の周りに建設された。バラは、高さ約21メートル、幅約9メートルの大聖堂の東後部に沿って成長している。バラの木の高さは約10メートルに達し、少なくとも約700年の樹齢があることが文書で確認できる。815年にルートヴィヒ1世によってヒルデスハイム司教区が置かれた時の話にはいくつかのバリエーションがあるが、いずれの話にもこのバラは登場する。大聖堂は第二次世界大戦中の1945年に連合軍の爆撃によって破壊されたが、バラの木の根は生き残り、廃墟の中で再び開花した。伝説によると、このバラが繁茂するかぎりヒルデスハイムは繁栄するという。

## 歴史

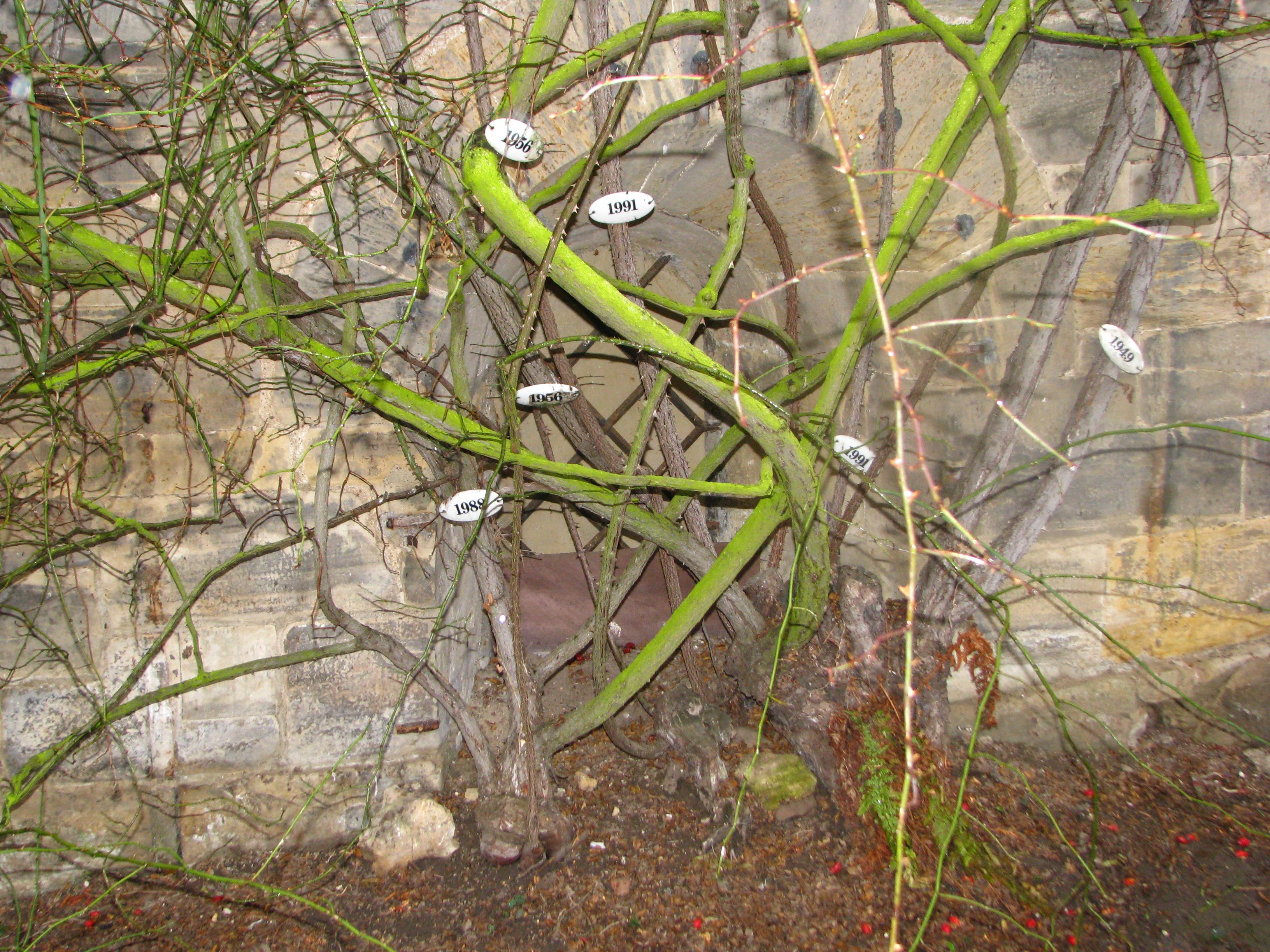
The different branches marked

ザクセン公国がフランク王国に征服された後、カール大帝は800年に、ドイツ・ニーダーザクセン州のヒルデスハイム郡にある、ヒルデスハイムの西約19キロメートルのエルツェ（アウラ・カエサリス）のイーストファリアヌス宮殿で宣教師教区を設立した。彼は宣教師教区を聖ペテロと聖パウロに捧げた。これがヒルデスハイム司教区の起源となった。彼の息子であるルートヴィヒ1世（ルイ敬虔王）は、815年に司教座をヒルデスハイムに移し、これを8月15日に祝われる聖母の被昇天に捧げた。
これにより、北ドイツで最も古い都市の1つであるヒルデスハイムは、815年にヒルデスハイム主教区の所在地となった。大聖堂の所在地となったことで、町は急速に発展し、983年にオットー3世によって市場開催権を与えられた。
司教区の設立の約50年後に最初の大聖堂が完成した。また、この頃に修道院も建てられた。修道院を建てたのは、ヒルデスハイム主教となり、エッセン修道院を設立したベネディクト会の修道士・聖アルトフリッド（ヒルデスハイムのアルトフリッド）である。大聖堂は第二次世界大戦中の爆撃により破壊されたが、バラは生き残った。

## 伝説
ロバート・ヘイブン・シャフラーは、1909年の著書Romantic Germanyで、このバラに関する伝説を次のように記述している。

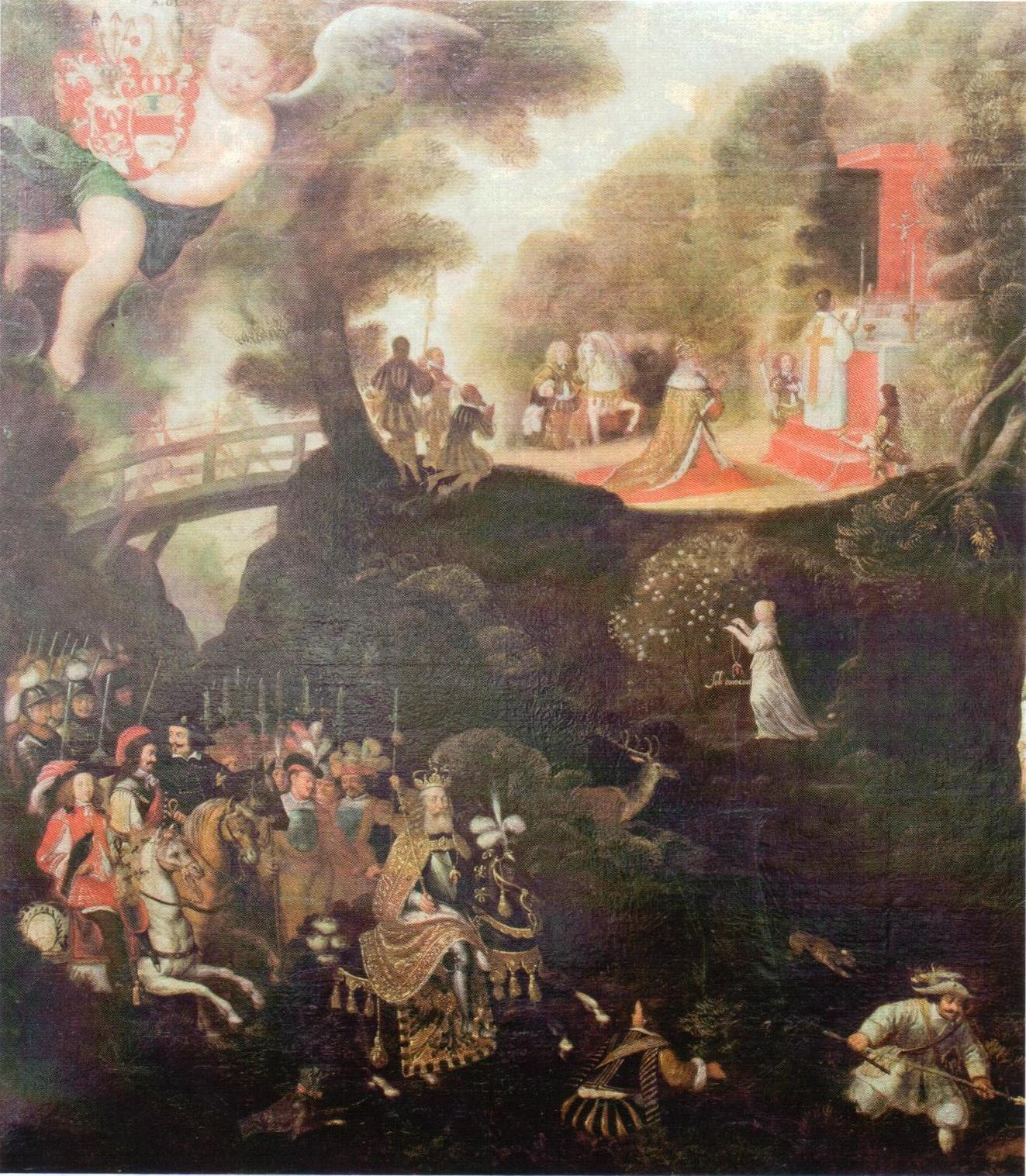
大聖堂建立の伝説を描いた、無名の画家による1652年の絵画。ヒルデスハイム大聖堂博物館所蔵。

815年、カール大帝の息子のローマ皇帝ルートヴィヒ1世は、ヘルシニアの森で狩りをした。彼が白い雄鹿を狩っているときに、仲間とはぐれ、獲物も馬も見失った。彼は狩猟用ラッパを吹いて助けを求めようとしたが、誰も応じなかった。混乱した彼は一人で、イナーステ川（Innerste）を泳いで渡り、1日中歩いて、イヌバラで覆われた塚に到着した。イヌバラは、かつてのザクセンの女神フルダの象徴である。皇帝は聖母マリアの遺物を含む聖遺物箱を持っており、眠りにつくまで救助を祈った。
彼が目を覚ましたとき、真夏であるにもかかわらず、塚は白い雪で覆われていた。バラは満開で、草は青々としていて、木々は葉で覆われていた。彼は自分の聖遺物箱を探し、それがバラの枝の間で氷に覆われているのを見た。この奇跡を彼は、女神が「彼女のベッドを振る」ことによって彼にサインを送ったのだと解釈した。フルダは雪のように白い服を着た乙女として描かれている。フルダは女性の手技の保護者であるが、荒野や冬にも関係しており、雪が降るのは、フルダが羽毛の枕を振っているからだと言われる。彼の従者が皇帝をようやく見つけたとき、彼はこの塚に聖母を称える大聖堂を建設することを誓った。彼はバラをそのままにし、後陣の祭壇の後ろでバラが成長するように大聖堂を建てた。千年以上経っても、そのバラはまだ咲いている。
別の伝説では、ドイツ皇帝ルイ敬虔王は獲物を追いかけている間に大切な聖遺物箱を失い、それが発見された場所に礼拝堂を建てることを誓ったという。聖遺物箱はイヌバラの枝の間にあり、皇帝はバラのそばに聖堂を建設した。
11世紀の出版物Fundatio Ecclesiae Hildensemensには、別の伝説が記載されている。皇帝は、狩りの最中にミサを行うために聖遺物箱から聖遺物を取り出した。説教が行われている間に聖遺物は木に置かれたが、狩りが再開されたときに回収しなかった。後でチャプレンが回収しようとしたが、枝から聖遺物を取り除くことができなかった。皇帝は、これが神の意志であると信じ、当初エルゼに計画していた教会をその場所に建てた。
グリム兄弟『ドイツ伝説集』の伝える伝説では、ルートヴィヒ1世が冬のある日ヒルデスハイム地方で狩猟中に、お気に入りの聖遺物の入った十字架を失った。従者に探索を命じたが、その際、十字架が見つかった場所に礼拝堂を建てると誓う。従者は森の奥の緑の草地に薔薇の灌木を見つけ、その木に例の十字架がかかっているのを知り、王に報告する。王はその場所に礼拝堂を建立し、薔薇の木のある所に祭壇を設置せよと命じる。こうしてその木は今に至るまで青々と茂りそして花を咲かせている。薔薇の木は、その木の世話を任じられた人が世話をしている。木の枝々は今では大聖堂の屋根まで覆っていると伝えている。

## 映画と文学
ジェシー・ウェストンによる最初の印刷作品の1つに、The Rose-Tree of Hildesheim（ヒルデスハイムのバラの木）という長編の詩がある。これは、このバラの物語をモデルにした「犠牲と否定」についての物語である。これは、1896年に刊行された彼女の詩集の表題作となった。
マーベル・ワグネイルの1918年に刊行された物語The Rose-bush of a Thousand Years（千年のバラの茂み）本は、ヒルデスハイムのバラからインスピレーションを受けたものである。これは、若い女性が修道院の世話をするために赤ん坊を捨てるが、後に悪評を受けて「精神的な変化」を起こし、子供との関係を再燃させるという話である。この物語を元に、1924年の無声映画『奇跡の薔薇』が制作された。この映画はジョージ・D・ベイカーが脚本・監督を務め、ヴィオラ・ダナ、モンテ・ブルー、ルー・コーディーが出演した。

## ギャラリー

ヒルデスハイムのバラ
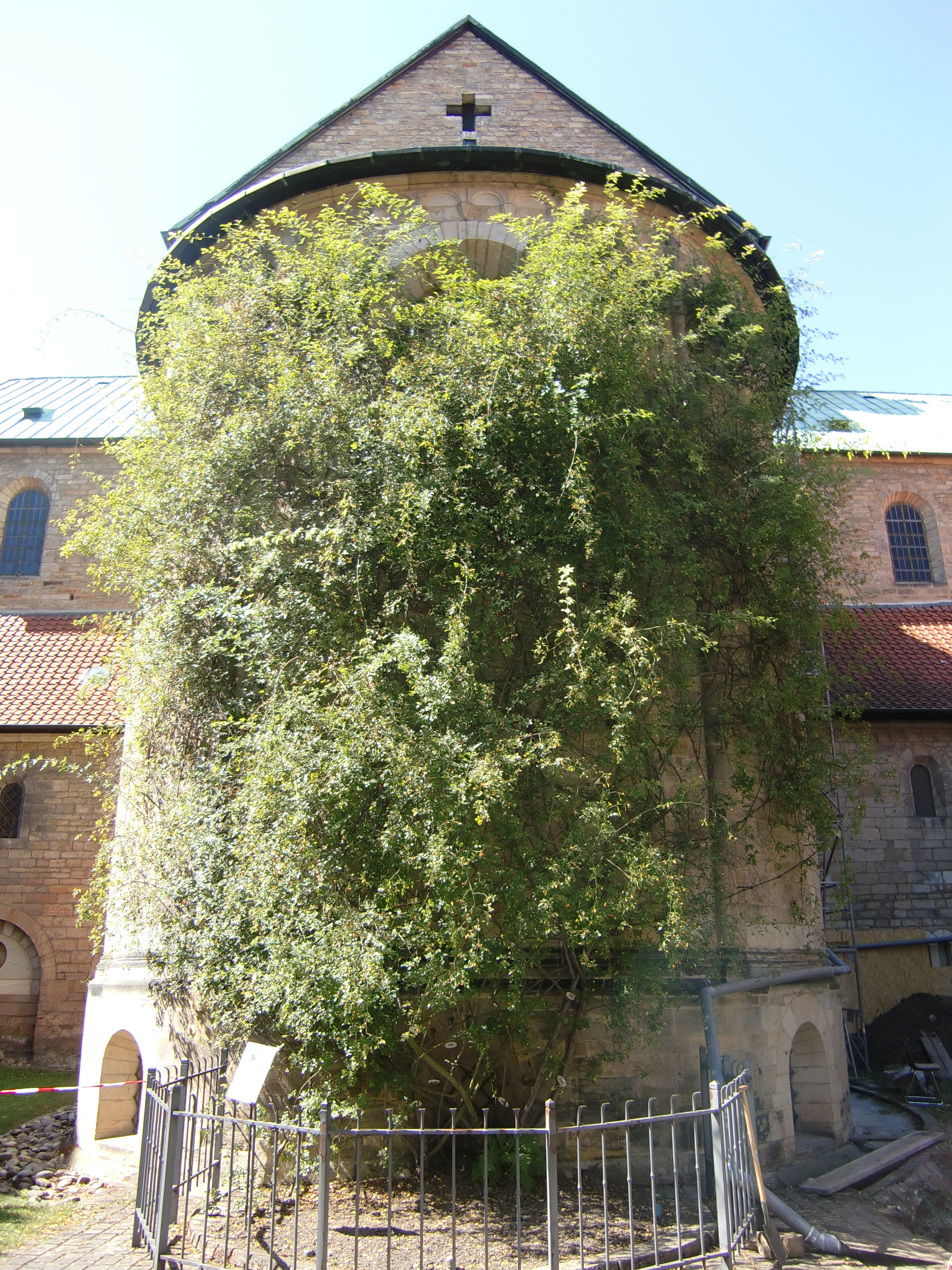
2009年8月のバラ
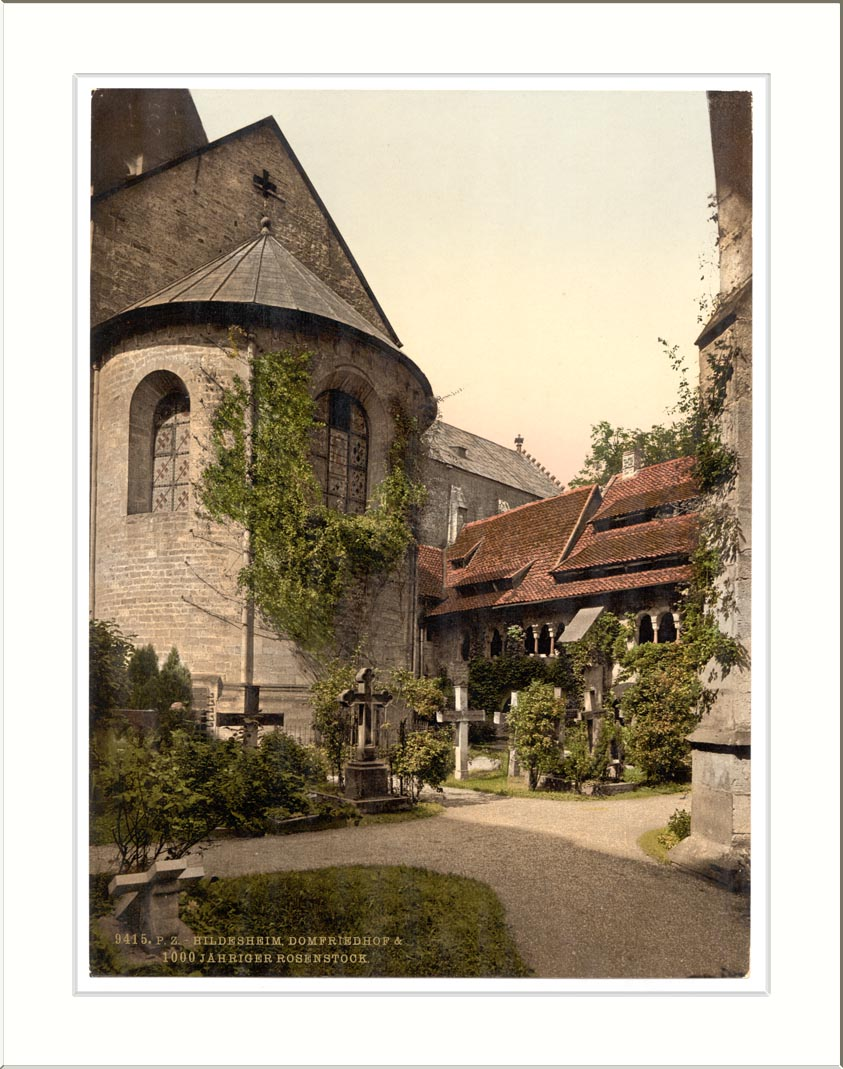
ヒルデスハイムのバラの古い絵葉書（1905～1909年頃）
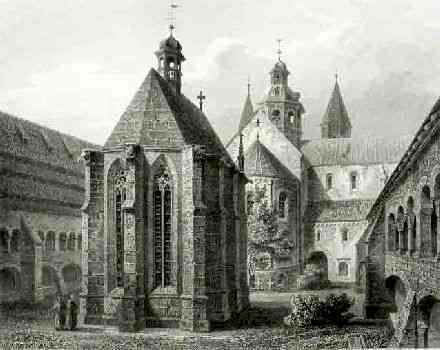
聖アンナ礼拝堂と背景にバラが置かれた回廊（1845年頃）
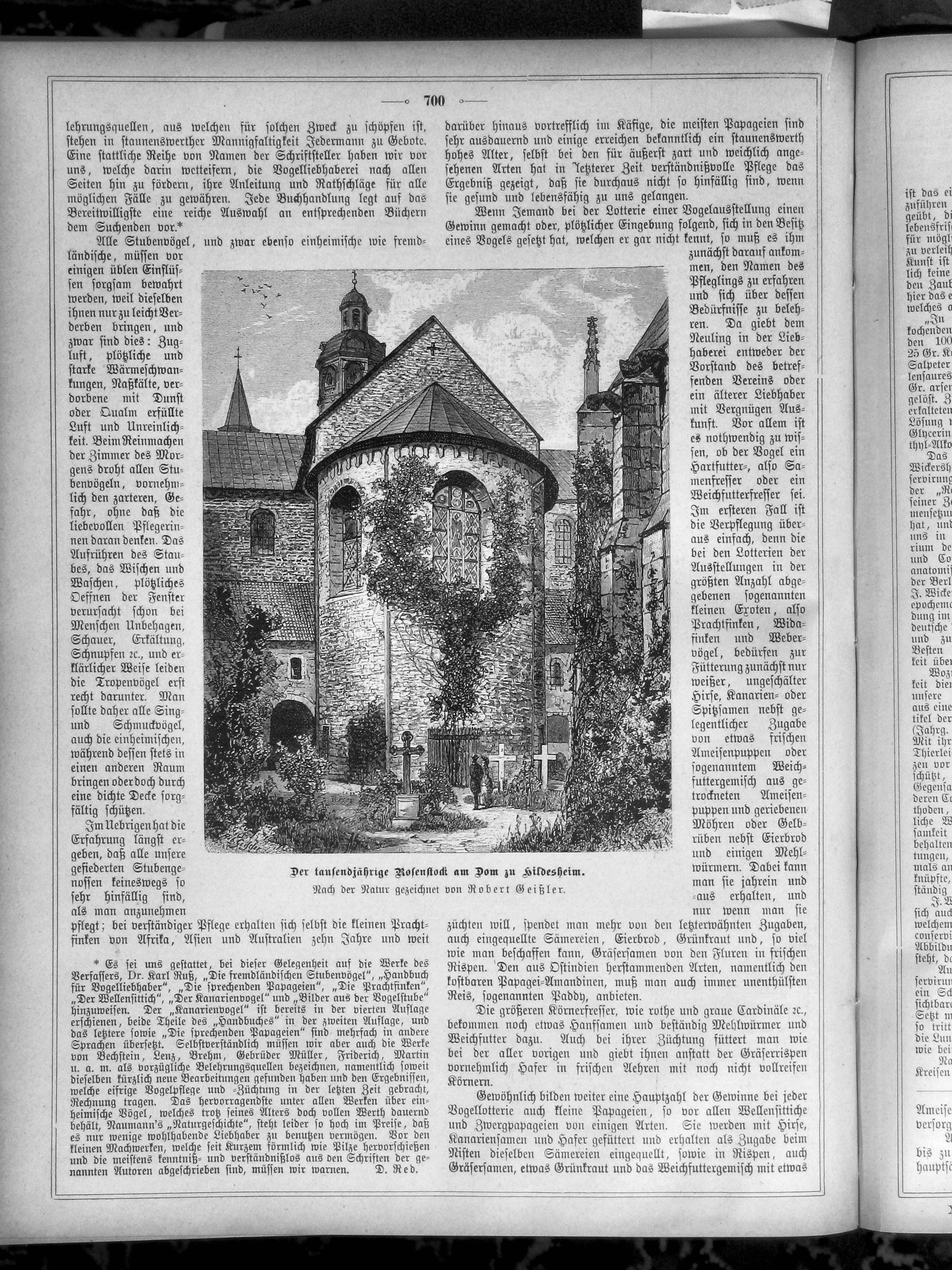
1883年のドイツの雑誌『ガルテンラウベ（英語版）』のバラの挿絵。